# Suono surround 7.1

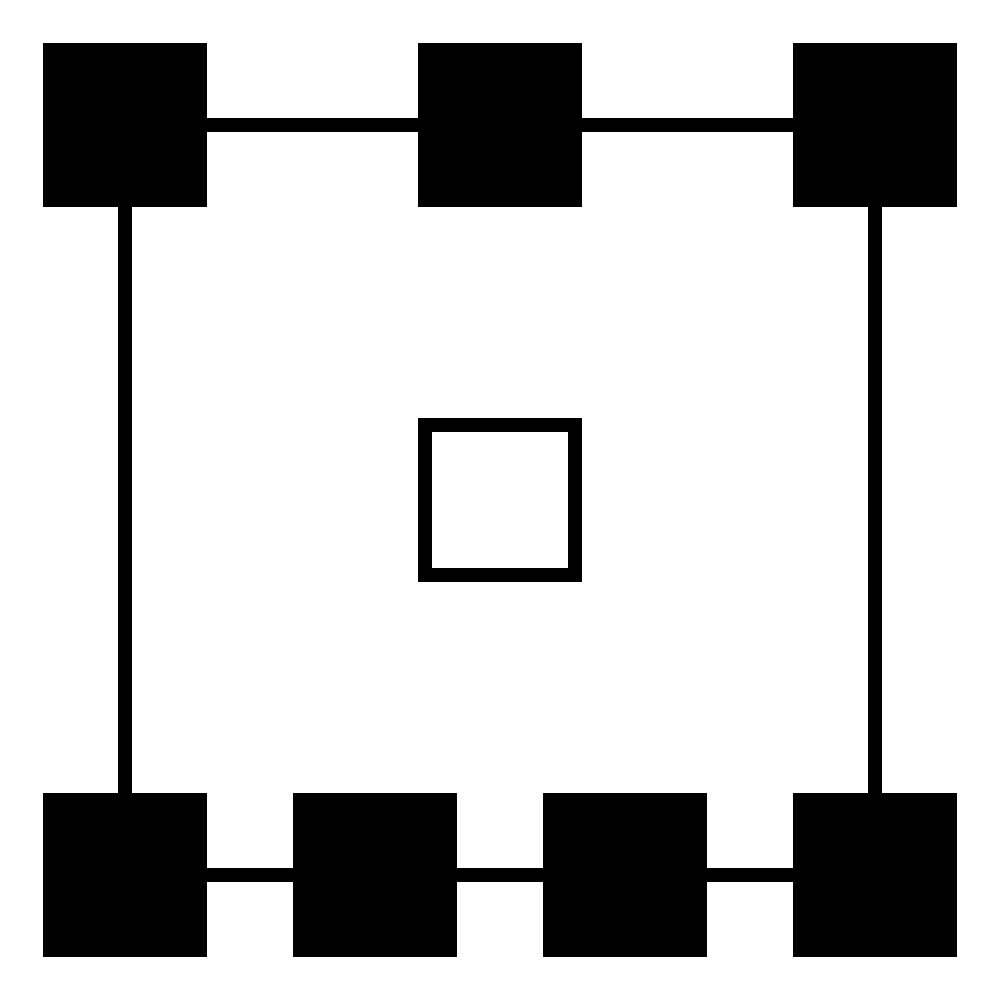
Etichetta per suono surround esteso 7.1

Il suono surround 7.1 è il nome comune per i sistemi audio con audio surround  a otto canali comunemente usato nelle configurazioni home theater. Aggiunge due altoparlanti aggiuntivi alla configurazione audio a sei canali (5.1) più convenzionale. Come per l'audio surround 5.1, l'audio posizionale dell'audio surround 7.1 utilizza la configurazione standard degli altoparlanti anteriore sinistro e destro, centrale e LFE (subwoofer). Tuttavia, mentre un sistema audio surround 5.1 combina gli effetti sia del canale surround che del canale posteriore in due canali (comunemente configurati nelle configurazioni home theater come due altoparlanti surround posteriori), un sistema surround 7.1 suddivide le informazioni del canale surround e posteriore in quattro canali distinti, in cui gli effetti sonori sono diretti ai canali surround sinistro e destro, oltre a due canali surround posteriori.
In una configurazione home theater con audio surround 7.1, gli altoparlanti surround sono posizionati lateralmente alla posizione dell'ascoltatore e gli altoparlanti posteriori sono posizionati dietro l'ascoltatore. Inoltre, con l'avvento di Dolby Pro Logic IIz e DTS Neo: X, il suono surround 7.1 può anche riferirsi alle configurazioni audio surround 7.1 con l'aggiunta di due canali frontali di altezza posizionati sopra i canali anteriori o due canali ampi anteriori posizionati tra i canali anteriore e surround.

## Storia

### Home Entertainment
I formati video home Blu-ray Disc e HD DVD offrono fino a otto canali di audio Master DTS-HD senza perdita, Dolby TrueHD o audio LPCM non compresso a 96/48   kHz 24/16 bit. La console per videogiochi Sony PlayStation 3 può trasmettere fino a 7.1 LPCM tramite HDMI sia per i film che per i giochi Blu-ray.

### Cinema
Mentre alcuni film sono stati remixati su tracce audio 7.1 su Blu-ray Disc per l'home cinema, la prima colonna sonora discreta teatrale 7.1 è stata Toy Story 3 nel 2010, seguita da Step Up 3D. La Disney ha annunciato che userà il suono surround 7.1 per le sue future versioni 3D. I titoli recenti includono Megamind, Rapunzel - L'intreccio della torre, Tron: Legacy, Gnomeo e Giulietta, Milo su Marte ', I fantastici viaggi di Gulliver e Le cronache di Narnia - Il viaggio del veliero . Nel 2011 sono stati pubblicati altri film con audio 7.1 teatrale, tra cui Thor, Pirati dei Caraibi - Oltre i confini del mare, Kung Fu Panda 2, Super 8, Lanterna verde, Cars 2, Transformers 3, Captain America - Il primo Vendicatore. Tutti questi titoli sono disponibili nel formato teatrale Dolby Surround 7.1. Suono surround 7-1

### Musica
La storia della musica elettronica include l'evoluzione della riproduzione multicanale in concerto (probabilmente le vere radici del "suono surround" per il cinema) e per un tempo considerevole il formato a 8 canali è stato di fatto uno standard. Questa standardizzazione è stata favorita, in larga misura, dallo sviluppo di registratori a nastro a 8 tracce professionali e semi-professionali, originariamente analogici, ma successivamente manifestati in formati proprietari di cassette da Alesis e Tascam. La configurazione dei diffusori, tuttavia, è molto meno tradizionale e, a differenza dei sistemi di riproduzione cinematografica, non esiste uno "standard" duro e veloce. In effetti, i compositori hanno (e in qualche misura continuano a interessare) un notevole interesse a sperimentare i layout degli altoparlanti. In questi esperimenti, l'obiettivo non è limitato alla creazione di una riproduzione "realistica" di ambienti sonori credibilmente naturali. Piuttosto, gli obiettivi sono spesso semplicemente sperimentare e comprendere l'effetto psicoacustico creato dalle variazioni sulla fonte e sull'imaging.
Alcuni dei primi concerti dal vivo ad apparire sono stati Chris Botti a Boston nel 2009 e Satchurated: Live in Montreal nel 2012.